# آيت حدو أقسو (آيت حمو أبوهو آيت اعمر واعلي)
آيت حدو أقسو هو دُوَّار يقع بجماعة تيكريكرة، إقليم إفران، جهة فاس مكناس في المملكة المغربية. ينتمي الدوّار لمشيخة آيت حمو أبوهو آيت اعمر واعلي التي تضم 16 دوار. يقدر عدد سكانه بـ 822 نسمة حسب الإحصاء الرسمي للسكان والسكنى لسنة 2004.

## وصلات خارجية
- البوابة الوطنية للجماعات الترابية
- المندوبية السامية للتخطيط